# Coll de les Agulles (Querol)
El Coll de les Agulles és un coll de muntanya al límit dels termes municipals de Querol, de la comarca de l'Alt Camp i de Pontils, de la Conca de Barberà.
Es troba a 764,8 metres d'altitud, a ponent de Querol i al sud-est de Vallespinosa. És a llevant de les Agulles, al sud-oest del Serrat de Conillera i al nord-oest del castell de Saburella.